# HIPPI

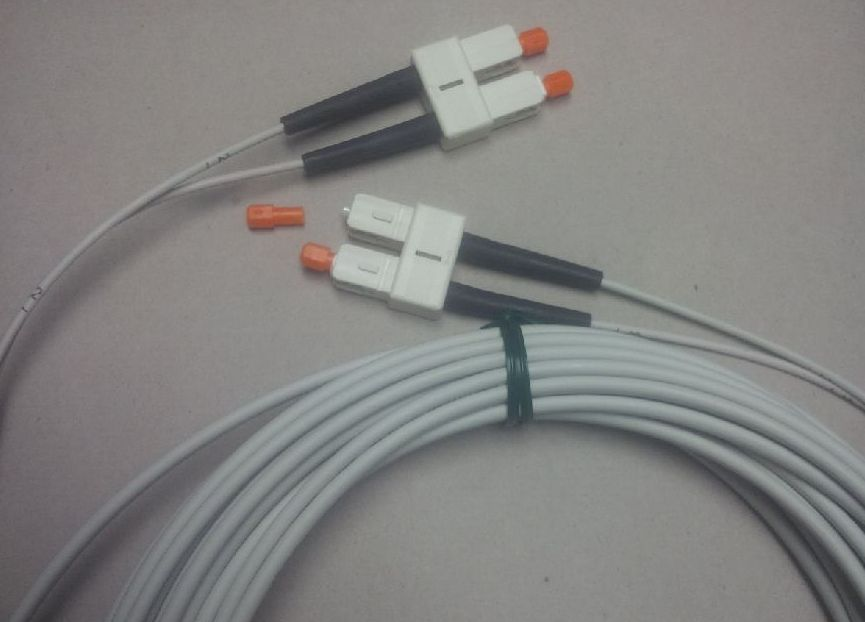
Cable de fibra óptica HIPPI en serie.

HIPPI, acrónimo inglés HIgh Performance Parallel Interface (Interfaz Paralela de Alto Rendimiento), es un bus para conexiones de alta velocidad para dispositivos de almacenamiento en superordenadores. Fue bastante popular en la década de los 80 y hasta mediados de los años 90, pero desde entonces ha sido sustituido progresivamente por otras tecnologías más rápidas, como las interfaces SCSI y Fibre Channel. 
El primer estándar, HIPPI 50-cable operaba sobre un cable de par trenzado, con unas tasas de transferencia de 800 Mbit / s (100 MB / s), pronto fue actualizado para duplicar su capacidad hasta los 1600 Mbit / s (200 MB / s) operando sobre un cable de fibra óptica. 
Como resultado de las mejoras introducidas surge otro estándar, HIPPI-6400, más tarde rebautizada como GSN (Gigabyte System Network), poco utilizado debido a las normas de la competencia, tiene un ancho de banda full-duplex de 6400 Mb / s (800 MB / s) en cada dirección. 
HIPPI ya no está siendo utilizado, por el uso mayoritario de Ultra3 SCSI el cual ofrece tasas de 160 MB / s, estando mucho más extendido, pudiéndose comprar en casi cualquier tienda. Por otro lado Fibre Channel ofrece una interconexión simple con HIPPI y SCSI (pudiendo funcionar en ambos protocolos) con unas velocidades de hasta 400 MB / s en fibra (100 MB / s) en un único par de cable trenzado de cobre. 
HIPPI fue el primero en casi alcanzar una tasa de gigabits, alcanzando la tasa de 0,8 Gbit / s (ANSI). Fue diseñado específicamente para superordenadores y nunca tuvo la intención de llegar al mercado de consumo, tales como las redes Ethernet. Muchas de las funciones desarrolladas para HIPPI se están integrando en tecnologías como InfiniBand. 
Cuando HIPPI apareció las redes Ethernet funcionaban a una velocidad 10 Mbit / s y con SONET y OC-3 a 155 Mbit / s , siendo HIPPI una tecnología punta en aquella época.